# HDSLR

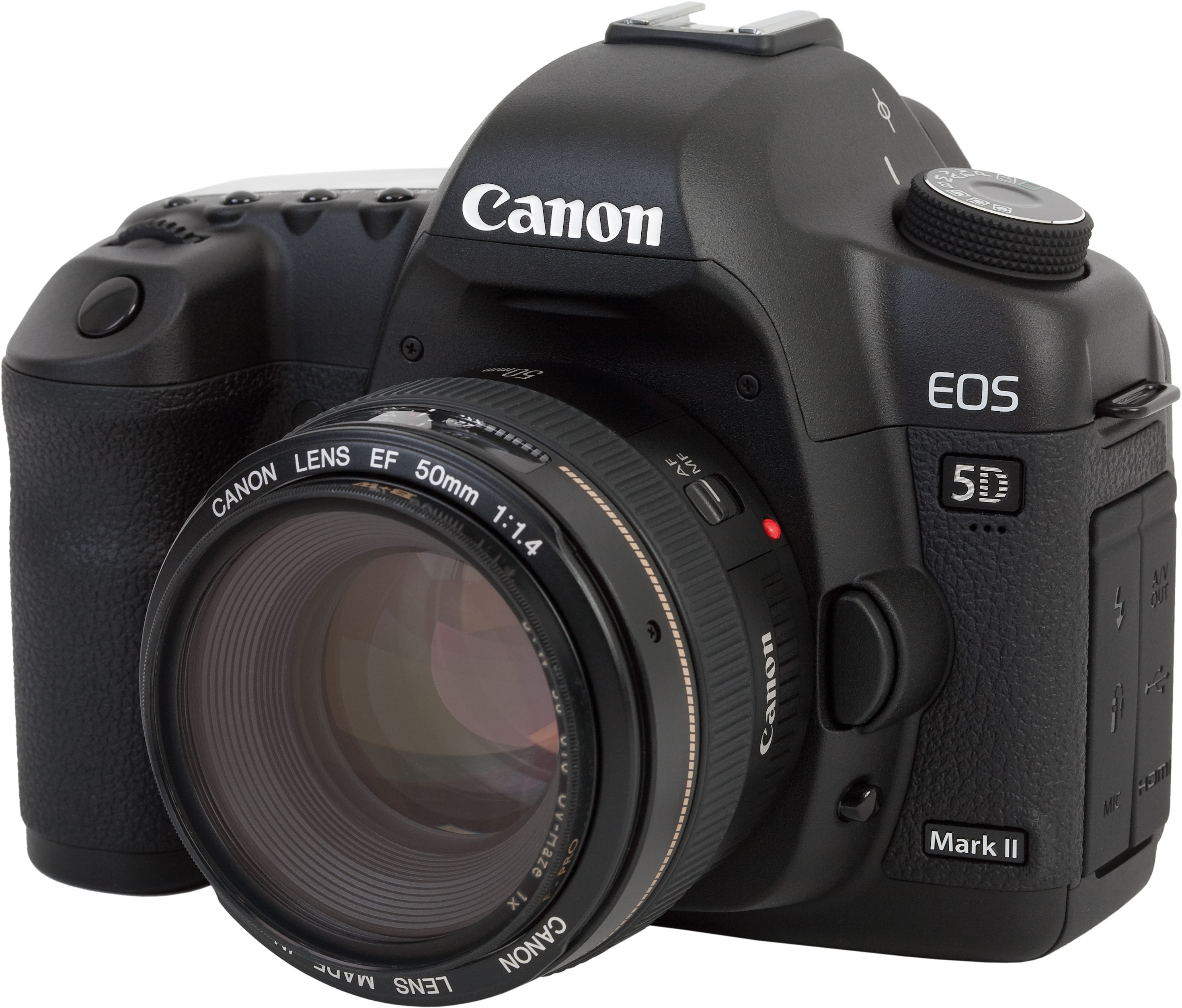
De Canon 5D markII camera

Verschillende beeldsensorformaten

HDSLR is een internationaal geadopteerde term (mei 2010) die gebruikt wordt voor het filmen met DSLR-camera's. De term is een samenvoeging van de termen HD (high-definition) video en DSLR- (digitale spiegelreflexcamera) camera.

## Achtergrond
Het filmen met DSLR-camera's is begonnen toen de Canon EOS 5D Mark II op de markt kwam. Deze camera werd veelvuldig gebruikt door fotografen die voor verschillende persbureaus de wereld over reisden om het nieuws vast te leggen. Vanuit deze persbureaus kwam het verzoek binnen om een filmfunctie aan de fotocamera's toe te voegen. Dit om de kosten voor de persbureaus te drukken. Waarom zou men immers een complete cameraploeg invliegen als men al een fotograaf boven op het nieuws heeft zitten?
Canon heeft in deze behoefte voorzien en een filmfunctie aan de DSLR toegevoegd. Daarmee heeft men een niet te stuiten ontwikkeling gestart die uiteindelijk de eigen video-divisie van Canon zwaar beconcurreert. De beeldkwaliteit die met DSLR-camera's kan worden geproduceerd is veel beter dan de kwaliteit die men met conventionele camera's kon bereiken. Een simpele DSLR-camera verslaat zelfs de veel duurdere broadcast-camera's op vele fronten. Diverse cameramerken hebben de functionaliteit van de DSLR-camera's op het gebied van filmen lange tijd bewust beperkt, men haalde immers zelf de concurrent voor hun eigen video-divisies binnen. Met de inzet van een aantal fanatieke gebruikers kwamen echter steeds meer functies beschikbaar. Er werden zelfs firmware updates gemaakt waarmee een groot aantal beperkingen kon worden omzeild. De ontwikkeling is echter niet meer te stoppen.
De hoge kwaliteit hangt voor het grootste deel samen met het formaat van de gebruikte beeldsensor. De sensor in DSLR-camera's is vele malen groter dan de sensor die in videocamera's wordt gebruikt. Zelfs als men uitgaat van een heel kostbare broadcastcamera met drie sensoren wordt deze verslagen door de grote beeldsensor van een DSLR-camera. Daarnaast heeft men bij het filmen met een DSLR-camera de mogelijkheid om een ongekend groot aantal kwaliteitsobjectieven te gebruiken.
Sinds 2009 heeft het filmen met DSLR-camera's binnen een kleine groep filmmakers een grote vlucht genomen en het valt te verwachten dat het aantal mensen dat deze camera's gebruikt om te filmen sterk zal groeien. Binnen de internationale DSLR film community heeft men lang naar een passende naam voor deze manier van filmen gezocht. Moest het hybride filmen gaan heten? of DSLR film? uiteindelijk heeft men de naam HDSLR geadopteerd. HDSLR staat voor High Definition Single Lens Reflex.

## De voordelen
Het filmen met een digitale spiegelreflexcamera brengt een groot aantal voordelen met zich mee. Door het grote formaat van de beeldsensor is het bijvoorbeeld mogelijk om onder moeilijke lichtomstandigheden (weinig licht) opnames te maken. Een ander voordeel van de grote beeldsensor is dat er veel meer mogelijkheden zijn om met de scherptediepte te werken.

## De nadelen

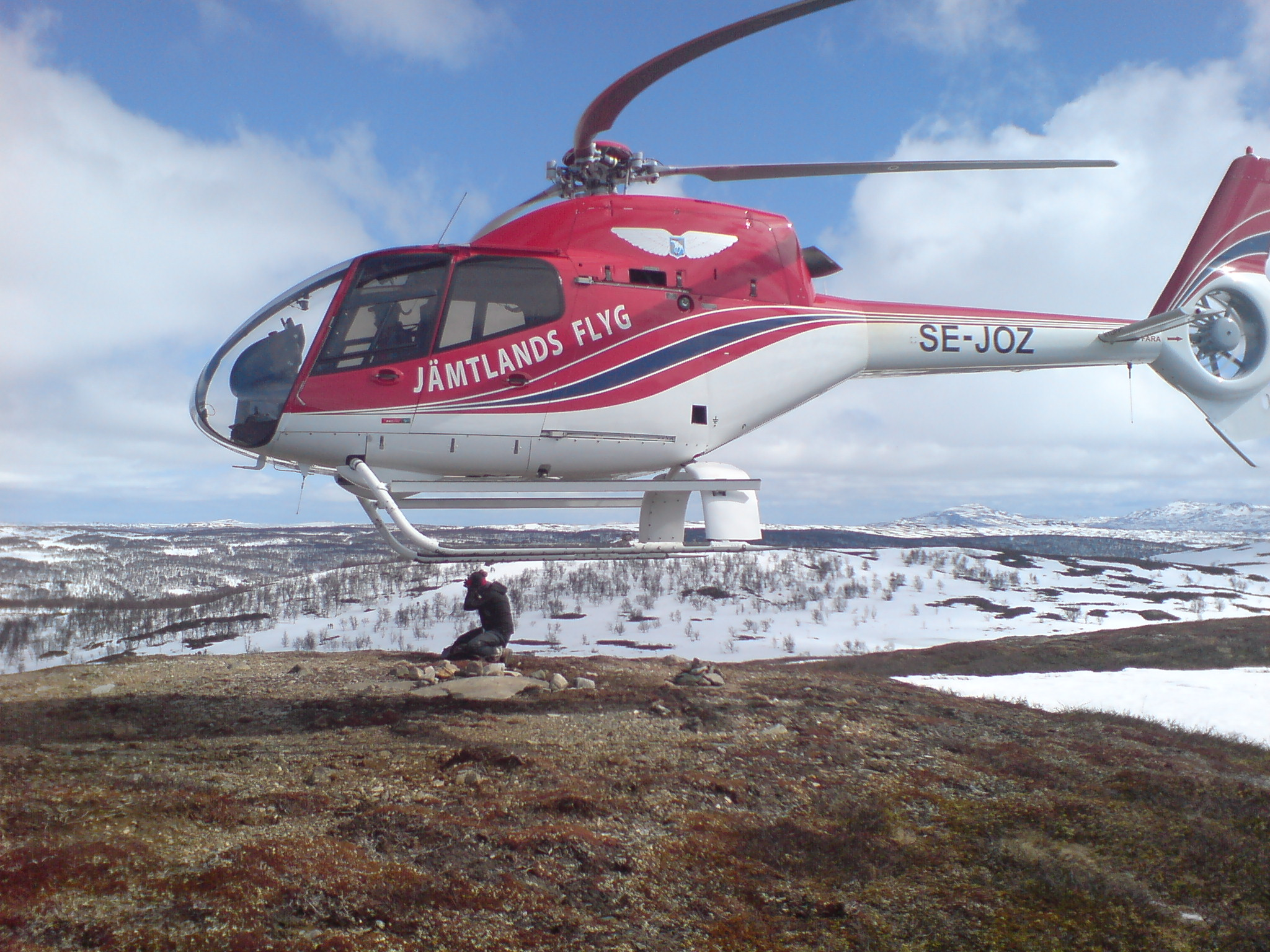
Door het "rolling shutter effect" lijken de snel draaiende helicopterbladen krom, terwijl deze in werkelijkheid recht zijn.

Omdat de DSLR-camera's primair zijn ontwikkeld om mee te fotograferen krijgt men helaas ook te maken met een aantal nadelen. Afgezien van zaken zoals de ergonomie en de beperkte mogelijkheden om goed audio op te nemen is een van de grootste nadelen het Jello-effect (ook wel rolling shutter genoemd); bij snel bewegende objecten kan het beeld vervormen. Ook moet in de videomodus de spiegel in de camera weggeklapt blijven, daardoor is het enkel mogelijk het beeld te bekijken via het scherm, in plaats van via de zoeker. Uitzondering hierop is een elektronische zoeker, zoals bij een systeemcamera.

## Objectieven
Bij het gebruik van adapters heeft de gebruiker van een DSLR-camera de keus uit een zeer groot aantal (kwaliteits)objectieven. Zo kunnen er bijvoorbeeld objectieven van fameuze objectiefbouwers als Zeiss en Leica gebruikt worden op niet Leica camera's. Ook zijn er fabrikanten die gebruikmaken van het universele Four Thirds systeem. Bij camera's die binnen dit systeem werken kunnen objectieven van verschillende fabrikanten onderling uitgewisseld worden.